# 2018—2019年南太平洋熱帶氣旋季
2018－19年南太平洋熱帶氣旋季，泛指在2018年7月至2019年6月內的任何時間，於南太平洋所產生的熱帶氣旋。大部份於南太平洋的熱帶氣旋通常都會於11月至4月期間形成。
本條目的範圍僅侷限於赤道以南，東經160度以東的南太平洋水域。在南太平洋產生的熱帶氣旋是由斐濟和新西蘭命名，而美国聯合颱風警報中心會把在該地區的熱帶低氣壓的編號以P字母作結。
以下各熱帶氣旋資訊以熱帶氣旋存在期間的最強形態為準。

## 已被國際命名的熱帶氣旋

### 熱帶氣旋琉埃（Liua）
9月26日，位於澳洲海域的熱帶擾動91P進入南太平洋海域，因此改由斐濟氣象局發報。上午，聯合颱風警報中心將評級升為「高」，並發布熱帶氣旋形成警報。下午，斐濟氣象局率先將其升格為热带低压，給予編號01F。
9月27日，聯合颱風警報中心直接將其升格為熱帶風暴，給予熱帶氣旋編號02P；而斐濟氣象局也在不久後將其升格為一級熱帶氣旋，並命名「琉埃」(Liua)。
9月28日，琉埃離開南太平洋海域，因此改由澳大利亞國家氣象局接手發報。

#### 事後調整
聯合颱風警報中心在2021年1月6日發布的最佳路徑中，把琉埃的巔峰強度上調至45節(每小時85公里)。

### 熱帶氣旋莫娜（Mona）
原為位於澳洲海域的熱帶擾動97P，進入南太平洋海域後斐濟氣象局給予編號04F。聯合颱風警報中心也在此時發布熱帶氣旋形成警報。數日後，聯合颱風警報中心將其升格為熱帶風暴，給予熱帶氣旋編號09P。斐濟氣象局也在不久後將其升格為一級熱帶氣旋，並命名莫娜(Mona)。莫娜也在數日後升格為二級熱帶氣旋。
掠過斐濟後，莫娜開始減弱，聯合颱風警報中心於數日後對其發布最後警報。斐濟氣象局也於數日後跟隨，將其降格為殘留低氣壓。

### 熱帶氣旋尼爾（Neil）
2月7日，一個熱帶擾動在西南太平洋形成，美國海軍研究實驗室給予擾動編號91P，同日，斐濟氣象局將其評定為熱帶擾動並給予編號07F。
2月9日凌晨，聯合颱風警報中心將其評定為副熱帶風暴，不久後，斐濟氣象局將其升格為热带低压，下午2時，斐濟氣象局將其升格為一級熱帶氣旋，並命名為尼爾(Neil)。隔日上午5時，聯合颱風警報中心發布熱帶氣旋形成警報，不久後，聯合颱風警報中心判定其已轉化為熱帶風暴，因此給予熱帶氣旋編號14P。然而斐濟氣象局已於一小時前將其降格為殘留低氣壓。聯合颱風警報中心最終於10日下午5時將其降格為热带低压，並發布最後警報。

#### 事後調整
聯合颱風警報中心在2021年1月6日發布的最佳路徑中，把尼爾的巔峰強度上調至40節(每小時75公里)。

### 强烈热带气旋奥马（Oma）
原為位於澳洲地區之熱帶擾動96P，進入南太平洋海域後，斐濟氣象局將其評等為热带低压，並給予編號09F。
2月12日上午5時，聯合颱風警報中心對其發布熱帶氣旋形成警告，同日上午11時，聯合颱風警報中心將其升格為熱帶風暴，並給予熱帶氣旋編號15P。下午7時，斐濟氣象局將其升格為一級熱帶氣旋，並命名奥马(Oma)。2月13日上午9時，斐濟氣象局將其升格為二級熱帶氣旋。
2月14日傍晚，奥马開啟一道雲捲風眼，但又於15日凌晨填塞。同日下午，聯合颱風警報中心將其升格為一級熱帶氣旋。16日下午，斐濟氣象局將其升格為三級强烈热带气旋，但受到強烈風切及冷空氣入侵影響，斐濟氣象局於隔日上午10時將其降格為二級熱帶氣旋，聯合颱風警報中心也於不久後將其降格為熱帶風暴。
2月19日上午8時，聯合颱風警報中心再度將其升格為一級熱帶氣旋，不久後，斐濟氣象局也再度將其升格為三級强烈热带气旋。同日晚間20時，澳大利亞國家氣象局開始對奥马發報，並將其評為三級强热带气旋。
2月20日上午，斐濟氣象局和澳大利亞國家氣象局將其降格為二級熱帶氣旋。晚間，聯合颱風警報中心再度將其降格為熱帶風暴。
2月21日上午，系統離開南太平洋海域，因此改由澳大利亞國家氣象局接續發報。2月23日凌晨，系統以殘留低氣壓強度再次進入南太平洋海域，但斐濟氣象局已不再對其發布報告，聯合颱風警報中心也對其發出最後報告。

### 强热带气旋波拉（Pola）
原為位於國際換日線東方海面之熱帶擾動95P，斐濟氣象局將其評等為熱帶擾動，並給予編號11F。
25日下午5時，聯合颱風警報中心對其發布熱帶氣旋形成警報。斐濟氣象局也於不久後將其升格為熱帶低氣壓。
26日上午11時，聯合颱風警報中心直接將其升格為熱帶風暴，給予熱帶氣旋編號16P。晚間，斐濟氣象局將其升格為一級熱帶氣旋，並命名波拉(Pola)。
27日上午10時，斐濟氣象局將其升格為二級熱帶氣旋。一小時後，聯合颱風警報中心將其升格為一級熱帶氣旋。同日下午6時半，斐濟氣象局將其升格為三級强热带气旋。
28日上午9時，斐濟氣象局將其升格為四級强热带气旋，聯合颱風警報中心也於2小時後將其升格為二級熱帶氣旋，晚間，斐濟氣象局發出最終報告，並改由紐西蘭氣象局接手發報。
3月1日，波拉移入風切較強的海域，強度開始急速減弱，聯合颱風警報中心於當天下午5時將其降格為熱帶風暴，並於隔日上午5時對其發布最後警告。紐西蘭氣象局也於3月2日凌晨2時將其降格為殘留低氣壓。

#### 事後調整
聯合颱風警報中心在2021年1月6日發布的最佳路徑中，把波拉的巔峰強度上調至100節(每小時185公里)。

## 未被國際命名的熱帶氣旋

### 热带低压06F
此為薩摩亞西北方海面之熱帶擾動90P，聯合颱風警報中心於2月7日上午5時半對其發布熱帶氣旋形成警報，但在隔日凌晨4時取消。

## 氣旋季影響
以下表格顯示了2018－2019年南太平洋熱帶氣旋季的所有熱帶氣旋以及它們的登陸資料。在括號內的死亡人數屬於非直接，但仍與風暴有關的死亡。所有破壞及死亡數字都包括風暴在擾動及溫帶氣旋階段時的資料。
| 風暴名稱     | 持續日期                                                | 最高強度       | 持續風速      | 氣壓     | 影響地區                   | 損失 （美元） | 死亡人數 | 來源 |
| ------------ | ------------------------------------------------------- | -------------- | ------------- | -------- | -------------------------- | ------------- | -------- | ---- |
| 琉埃         | 9月26日（進入南太平洋海域）-9月28日（離開南太平洋海域） | 一級熱帶氣旋   | 每小時75公里  | 994百帕  | 所罗门群岛                 | 無            | 0        |      |
| 02F          | 11月11日-11月16日                                       | 熱帶擾動       | 風力不詳      | 1003百帕 | 所罗门群岛                 | 無            | 0        |      |
| 03F          | 12月28日-1月1日                                         | 热带低压       | 每小時55公里  | 998百帕  | 所罗门群岛、斐濟           | 無            | 0        |      |
| 莫娜         | 12月31日（進入南太平洋海域）-1月7日                     | 二級熱帶氣旋   | 每小時95公里  | 985百帕  | 所罗门群岛、斐濟           | 無            | 0        |      |
| 05F          | 12月31日-1月2日                                         | 熱帶擾動       | 風力不詳      | 998百帕  | 無                         | 無            | 0        |      |
| 06F          | 2月3日-2月9日                                           | 热带低压       | 風力不詳      | 994百帕  | 瓦利斯和富图纳、斐濟、汤加 | 無            | 0        |      |
| 尼爾         | 2月08日-2月10日                                         | 一級熱帶氣旋   | 每小時65公里  | 994百帕  | 瓦利斯和富图纳、斐濟、汤加 | 無            | 0        |      |
| 08F          | 2月10日-2月13日                                         | 热带低压       | 風力不詳      | 996百帕  | 斐濟、汤加                 | 無            | 0        |      |
| 奥马         | 2月11日（進入南太平洋海域）-2月22日                     | 三級强热带气旋 | 每小時130公里 | 974百帕  | 瓦努阿图、新喀里多尼亞     | 無            | 0        |      |
| 10F          | 2月11日-2月13日                                         | 热带低压       | 風力不詳      | 996百帕  | 瓦利斯和富图纳、斐濟       | 無            | 0        |      |
| 波拉         | 2月23日-3月2日                                          | 四級强热带气旋 | 每小時165公里 | 950百帕  | 瓦利斯和富图纳、斐濟、汤加 | 無            | 0        |      |
| 安恩         | 5月8日-5月9日（離開南太平洋海域）                       | 热带擾動       | 風力不詳      | 1003百帕 | 所羅門群島                 | 無            | 0        |      |
| 12F          | 5月17日-5月21日                                         | 熱帶低壓       | 每小時55公里  | 1002百帕 | 無                         | 無            | 0        |      |
| 季節總結     |                                                         |                |               |          |                            |               |          |      |
| 13個熱帶系統 | 9月26日-活躍中                                          |                | 每小時165公里 | 950百帕  |                            | 無            | 0        |      |

## 風暴名稱
本年未用名稱以灰色表示，黑體字表示今年已經使用過，粗體名稱表示該風暴活躍中，橙色表示下一個即將使用的熱帶氣旋名稱。
| - Liua - Mona - Neil - Oma - Pola | - Rita - Sarai（未用） - Tino（未用） - Uili（未用） - Vicky（未用） |

## 外部連結
- 世界氣象組織（页面存档备份，存于）
- 澳洲氣象局（页面存档备份，存于）
- 斐濟氣象部門（页面存档备份，存于）
- 紐西蘭氣象局（页面存档备份，存于）
- 聯合颱風警報中心（页面存档备份，存于）